# Monotoca ledifolia
Monotoca ledifolia är en ljungväxtart som beskrevs av Allan Cunningham och Dc. Monotoca ledifolia ingår i släktet Monotoca och familjen ljungväxter. Inga underarter finns listade i Catalogue of Life.